# Ondinisme (sexualité)
Pour les articles homonymes, voir Ondinisme.
L'ondinisme, également appelé urolagnie ou urophilie, est une paraphilie caractérisée par une forte excitation érotique liée à l'urine. Le terme « urolagnie » provient du mot grec οὖρον ouron, « urine », et λαγνεία lagneia, « désir ». Dans le langage familier, on parle également de douche dorée, pluie dorée, jeu de pisse, ou encore, par anglicisme, de golden shower, piss play ou watersports.
En tant que paraphilie, l'ondinisme peut désigner diverses pratiques impliquant l'urine et l'excitation sexuelle. Au nombre d'entre elles, on peut nommer l'acte de boire l'urine (désigné sous le terme d'urophagie (en) ou urodipsie), d'asperger ou d'être aspergé d'urine par un partenaire, de mouiller ses vêtements ou ceux d'un partenaire, ou encore de renifler l'urine en provenance d'un vêtement ou d'une partie du corps[réf. nécessaire]. L'ondinisme peut se conjuguer à d'autres pratiques sexuelles comme le BDSM, le fétichisme des couches ou des jeux de régression[réf. nécessaire]. Enfin, dans la communauté homosexuelle masculine, un homme consommant l'urine d'autres hommes, particulièrement dans des pissotières, est appelé un soupeur ou croûtenard.
L'ondinisme est souvent associé à l'omorashi, un fétichisme sexuel originaire du Japon. Les Occidentaux qui font la distinction entre urophilie et omorashi emploient des phrases comme « désespoir de vessie » ou « slip trempé » pour désigner l'omorashi[réf. nécessaire].

## Médiatisation
Cette pratique connaît une médiatisation inédite en janvier 2017 lorsque le site BuzzFeed publie un document contenant des allégations non vérifiées sur Donald Trump, dont sa supposée organisation d'une soirée avec des prostituées russes pratiquant l'ondinisme.
En 2019, le journal Libération a révélé une affaire de mœurs impliquant Christian Nègre, alors haut fonctionnaire du ministère de la Culture : ce dernier, révoqué de la fonction publique en 2019, a été mis en examen en octobre 2019 pour « agression sexuelle » et « atteinte à l'intimité de la vie privée » à l'encontre de près de 200 femmes, à qui il avait administré des diurétiques à leur insu, obligeant ces dernières à uriner devant lui.

## Dans la culture
L'écrivain Paul Léautaud était un adepte de l'ondinisme.
Œuvres traitant de l'ondinisme :
- Le Pipi des dames : anthologie de l'ondinisme (2001), de Christian Defort, éd. Sabine Fournier.
- Golden Shower (2015), chanson du groupe Lindemann
- Piss On Your Grave (2015), chanson de Travis Scott et Kanye West
- La Femme défendue  (1997), film de Philippe Harel